# Saint-Vincent (Pirenéus Atlânticos)
Saint-Vincent é uma comuna francesa na região administrativa da Nova Aquitânia, no departamento dos Pirenéus Atlânticos. Estende-se por uma área de 16,61 km². Em 2010 a comuna tinha 407 habitantes (densidade: 24,5 hab./km²).